# Heidelberg (Bramwald)
Der Heidelberg ist ein etwa 402 m ü. NHN hoher Berg im Nordteil des Bramwalds. Mit Gipfellage bei Eberhausen im Gemeindegebiet von Adelebsen liegt er im südniedersächsischen Landkreis Göttingen; bis auf die Südwestflanke reicht das Stadtgebiet von Hann. Münden.

## Geographie

### Lage
Der Heidelberg erhebt sich im Naturpark Münden. Sein Gipfel sowie die West-, Nord-, Ost- und Südflanke gehören zur Gemeinde Adelebsen. Lediglich seine Südwestflanke zählt zum Stadtgebiet von Hann. Münden, dessen Kernstadt sich etwa 15 km südlich ausbreitet. Der Berggipfel liegt rund 2 km westlich von Eberhausen, das zu Adelebsen gehört, 4,3 km ostnordöstlich von Bursfelde, eine Ortschaft des Hann. Mündener Stadtteils Hemeln, 4,3 km südöstlich von Fürstenhagen, einem Stadtteil von Uslar im benachbarten Landkreis Northeim.
Auf der Südwestflanke des Heidelbergs entspringt der Rehbach als nordöstlicher Zufluss des östlichen Weser-Nebenflusses Nieme, auf dem Osthang das Mückenhohl als westlich Zufluss der Auschnippe, deren Wasser durch die Schwülme die Weser erreicht, und etwas nördlich davon der Auschnippe-Zufluss Bramker Bach. Auf der Nordwestflanke entspringt der Thielenbach (Thielebach) als direkter östlicher Weser-Nebenfluss; in seinem Mittellauf fließt er in Heidelbergnähe auf der Grenze zum hessischen Landkreis Kassel.
Der Heidelberg ist überwiegend stark bewaldet, lediglich sein Gipfelbereich und Teile seiner Südwestflanke sind waldlos. Auf dem Berg liegen Teile des Landschaftsschutzgebiets Weserbergland-Kaufunger Wald (CDDA-Nr. 325317; 1989 ausgewiesen; 285,018 km² groß). In Gipfelnähe steht ein Sendeturm.
Der Südausläufer des Heidelbergs ist der Speerberg (ca. 380 m).

### Naturräumliche Zuordnung
Der Heidelberg gehört in der naturräumlichen Haupteinheitengruppe Weser-Leine-Bergland (Nr. 37) und in der Haupteinheit Solling, Bramwald und Reinhardswald (370) zur Untereinheit Kuppiger Solling (370.1). Nach Westen leitet die Landschaft in die Untereinheit Weserdurchbruchstal (370.3) über. Nach Osten fällt sie in den Naturraum Schedener Rötsenke (371.11) ab, der in der Haupteinheit Sollingvorland (371) zur Untereinheit Südliches Solling-Vorland (371.1) zählt.